# Дефекты сварных соединений
Дефе́кты сварны́х соедине́ний — любые отклонения от заданных нормативными документами параметров соединений при сварке, образовавшиеся вследствие нарушения требований к сварочным материалам, подготовке, сборке и сварке соединяемых элементов, термической и механической обработке сварных соединений и конструкции в целом.

## Основные причины
По данным американского общества инженеров-механиков (ASME) причины дефектов сварки распределены следующим образом: 45 % — ошибки выбора технологии сварки, 32 % — ошибки сварщика, 12 % — сбои в работе сварочного оборудования, 10 % — неподходящие сварочные материалы, 1 % — прочее.

## Классификация по геометрии
Классификация дефектов изложена в ГОСТ 30242-97 «Дефекты соединений при сварке металлов плавлением. Классификация, обозначение и определения», а также в ГОСТ Р ИСО 6520-1-2012 «Классификация дефектов геометрии и сплошности в металлических материалах. Часть 1. Сварка плавлением», которые соответствуют стандарту ISO 6520.
Дефекты соединений при сварке разделяются на шесть групп:
1. Трещины — несплошности, вызванная местным разрывом шва, который может возникнуть в результате охлаждения или действия нагрузок.
2. Полости и поры — несплошность произвольной формы, образованная газами, задержанными в расплавленном металле, которая не имеет углов.
3. Твёрдые включения — твёрдые инородные вещества металлического или неметаллического происхождения в металле сварного шва.
4. Несплавления и непровары — отсутствие соединения между металлом сварного шва и основным металлом или между отдельными валиками сварного шва.
5. Нарушение формы шва — отклонение формы наружных поверхностей сварного шва или геометрии соединения от установленного значения.
6. Прочие дефекты — все дефекты, которые не могут быть включены в перечисленные выше группы.

### Трещины

Зоны сварного соединения:
Основной металл — светло серый
Зона термического влияния — серый
Металл сварного шва — тёмно серый

Трещины возникающие в соединениях при сварке могут располагаться в металле сварного шва, в зоне термического влияния, в основном металле.
В зависимости от ориентации трещины делятся на:
- продольные (ориентированные параллельно оси сварного шва). Преимущественно обуславливаются высокими усадочными напряжениями[5].
- поперечные (ориентированные поперек оси сварного шва). Как правило, образуются в результате продольной усадки металла с низкой пластичностью и, обычно, неглубоки.
- радиальные (радиально расходящиеся из одной точки)

Кроме того, отдельно выделяют следующие виды трещин:
- размещённые в кратере сварного шва
- групповые и раздельные
- групповые разветвлённые
- микротрещины, обнаруживаемые физическими методами при не менее чем 50-кратном увеличении.

Методами снижения трещинообразования при сварке являются:
- прокаливание флюсов перед сваркой;
- предварительный подогрев заготовок от 250 до 450 °С;
- сваривание в режиме с оптимальными параметрами;
- медленное охлаждение металла после сварки;
- проведение после сварки мягкого отжига для снятия остаточных напряжений.

### Полости и поры
Возникновение этих дефектов преимущественно обуславливается газами, задержанными в расплавленном металле. По расположению они подразделяться на:
- равномерно распределённые по сварному шву;
- расположенные скоплением;
- расположенные цепочкой.

К полостям также относятся свищи — продолговатые трубчатые полости, вызванные выделением газа, и усадочные раковины — полости, которые образуются вследствие усадки при затвердевании. Частным случаем усадочной раковины является кратер — не заваренная усадочная раковина в конце валика сварного шва.

### Твёрдые включения
Выделяют следующие виды твёрдых включений:
- шлаковые включения — линейные, разобщённые, прочие;
- флюсовые включения — линейные, разобщённые, прочие;
- оксидные включения;
- металлические включения — вольфрамовые, медные, из другого металла.

### Несплавления и непровары
Выделяют следующие типы несплавлений или отсутствий соединения между металлом шва и основным металлом либо между отдельными валиками сварного шва:
- по боковой поверхности;
- между валиками;
- в корне сварного шва.

Термином непровар или неполный провар, называют несплавление основного металла на участке или по всей длине шва, появляющееся из-за неспособности расплавленного металла проникнуть в корень соединения, заполняя зазор между деталями.

### Нарушение формы шва
К нарушениям формы шва по ГОСТ 30242-97 относятся:
- подрезы — продольные углубления на наружной поверхности валика шва.
- усадочные канавки — подрезы со стороны корня одностороннего шва из-за усадки вдоль его границы.
- превышения выпуклости стыкового и углового швов.
- превышение проплава — избыток наплавленного металла на обратной стороне стыкового сварного шва.
- неправильный профиль шва — угол между поверхностью основного металла и плоскостью, касательной к поверхности шва, меньше нормального значения.
- наплав — избыток наплавленного металла шва, натёкший на поверхность основного металла.
- линейное и угловое смещения свариваемых элементов — смещение между свариваемыми элементами при их параллельном расположении на разном уровне (линейное) или расположение кромок элементов под углом (угловое).
- натёк — металл шва, не имеющий сплавления с соединяемой поверхностью и образовавшийся в результате перераспределения наплавленного металла шва под действием силы тяжести. Натёки часто возникают при сварке угловых швов или стыковых швов в горизонтальном положении.
- прожог — вытекание металла сварочной ванны, приводящее к образованию в шве сквозного отверстия.
- не полностью заполненная разделка кромок.
- чрезмерная асимметрия углового шва — значительное превышение размеров одного катета над другим.
- неравномерная ширина шва.
- неровная поверхность.
- вогнутость корня сварного шва — неглубокая канавка со стороны корня шва, возникшая из-за усадки.

Поперечная усадка
Продольная усадка
Угловое смещение
Угловое смещение
Искажение формы

### Прочие дефекты
К прочим, в соответствии с ГОСТ 30242-97, относятся все дефекты, не включенные в вышеперечисленные группы. Например:
- местное повреждение металла из-за случайного зажигания дуги
- брызги металла
- поверхностные задиры — повреждения поверхности из-за удаления временно приваренного приспособления
- утонение металла

## Классификация по механизму образования

### Холодные трещины
Остаточные напряжения могут уменьшить прочность основного металла и привести к его разрыву с образованием холодных трещин. Для снижения появления подобных дефектов используют различные технологические приёмы, например, сварка прерывистым швом, многопроходная сварка.
К основным причинам склонности к холодным трещинам относят следующее:
- естественная склонность структуры металла, например, мартенситной
- присутствие в структуре металла водорода (водородное охрупчивание)
- значительный (−100 до +100 °С) диапазон рабочих температур
- высокая жёсткость конструкции соединений
- ошибки в выборе технологии сварки

### Горячие трещины
Горячие трещины представляют собой хрупкие межкристаллические разрушения металла шва и околошовной зоны. Они возникают в твердо-жидком состоянии в процессе кристаллизации и при высоких температурах в твёрдом состоянии. Располагаются по границам зёрен.
Горячие трещины в основном обусловлены действием двух факторов: наличием жидких прослоек между зёрнами металла в процессе кристаллизации и усадочными деформациями. В процессе затвердевания происходит перемещение примесей и шлаков в межзёренные пространства, что снижает деформационную способность шва и околошовной зоны. Неравномерность усадки шва и основного металла при охлаждении вызывает внутренние напряжения и, как следствие, появление микро- и макроскопических трещин.
К снижению образования горячих трещин приводят следующие технологические приёмы:
- снижение объёма провоцирующих примесей (сера, фосфор и др.) в металле свариваемых заготовок.
- снижение в металле шва элементов, образующих химические соединения с низкой температурой затвердевания (хром, молибден, ванадий, вольфрам, титан), нарушающих связь между зёрнами.
- снижение жёсткости закрепления свариваемых заготовок и конструктивной жёсткости сварного узла, препятствующих деформации элементов при остывании[7][8].